# Старые Быги
Старые Быги (удм. Быгы) — деревня в Шарканском районе Удмуртской Республики, административный центр муниципального образования Быгинское.
Основана в 1588 году.
Находится примерно в 11 км к юго-западу от Шаркана, в 23 км к северо-западу от Воткинска и в 50 км к северо-востоку от Ижевска. Через деревню протекает река Быгинка.

## История
Деревня Старые Быги была основана в 1588 году. Первые жители пришли сюда из деревни Бектемыр-Пурга из-за нехватки воды. Среди густого леса мужчины нашли красивое место с множеством родников. На том месте, где были построены первые дома, рос густой мох — быг-быг небыт жуй (густой мягкий мох). Отсюда и название деревни — Быги.
В 2014 году деревня Старые Быги стала первой культурной столицей финно-угорского мира. Здесь проходит фестиваль финно-угорской кухни «Быг-Быг».

## Население
| 2010 | 2012 |
| ---- | ---- |
| 636  | ↘634 |

## Инфраструктура
Муниципальное бюджетное учреждение культуры "Национальный центр удмуртской культуры «Быгы».
- Муниципальное бюджетное дошкольное образовательное учреждение «Быгинский детский сад».
- Муниципальное бюджетное образовательное учреждение «Быгинская средняя общеобразовательная школа».

Внутрипоселковый газопровод.

## Транспорт
Автодорога Старые Быги — Нижние Быги. В 2019 году проводился ремонт в рамках реализации региональной программы восстановления проезда к населённым пунктам, к которым отсутствует или затруднен проезд в период весенне-осенней распутицы.